# Konrad Faber
Konrad Faber (* 4. November 1997 in Breisach am Rhein) ist ein deutscher Fußballspieler. Er steht als Leihspieler des FC St. Gallen bei Dynamo Dresden unter Vertrag.

## Karriere
Faber begann mit dem Fußballspielen in der Jugend des FC Emmendingen, von wo er im Jahr 2014 zum Freiburger FC wechselte. Im Jahr 2016 rückte Faber zu den Senioren auf. Sein Debüt im Herrenbereich gab er am 6. August 2016 in der Verbandsliga Südbaden im Spiel gegen den SC Lahr.
Im Sommer 2018 wechselte er zur zweiten Mannschaft des SC Freiburg. Sein Debüt für den Klub in der Regionalliga Südwest gab er am 23. August beim 1:1 im Spiel gegen den TSV Steinbach. Gegen die zweite Mannschaft des VfB Stuttgart konnte er beim 1:1 am 24. November 2018 sein erstes Tor für den Sportclub feiern.
Im Sommer 2021 wechselte Faber in die 2. Bundesliga und schloss sich Jahn Regensburg an. Sein Debüt in der 2. Liga gab er am ersten Spieltag der Saison 2021/2022 gegen den SV Darmstadt 98, als ihn Trainer Mersad Selimbegović in der Startformation aufbot.
Im Sommer 2024 wechselte er zum FC St. Gallen. Ein Jahr später wurde er an Dynamo Dresden verliehen.